# کلیوچی (شهرستان بلاگووشچنسکی، باشقیرستان)
کلیوچی (انگلیسی: Klyuchi, Blagoveshchensky District, Republic of Bashkortostan) یک شهرک در شهرستان بلاگووشچنسکی باشقیرستان کشور روسیه است.